# Itálie na Zimních olympijských hrách 1976
Itálii na Zimních olympijských hrách 1976 reprezentovalo 58 sportovců, z toho 47 mužů a 11 žen ve 9 sportech.

## Medailisté
| Medaile | Jméno            | Sport           | Disciplína  |
| ------- | ---------------- | --------------- | ----------- |
| Zlato   | Piero Gros       | Alpské lyžování | Muži slalom |
| Stříbro | Gustav Thöni     | Alpské lyžování | Muži slalom |
| Stříbro | Claudia Giordani | Alpské lyžování | Ženy slalom |
| Bronz   | Herbert Plank    | Alpské lyžování | Muži sjezd  |